# Aeroportul Mukomuko
Aeroportul Mukomuko (IATA: MPC, ICAO: WIPU) este un aeroport din Bengkulu, Indonezia.
Situat la o altitudine de 7 m, aeroportul dispune de o singură pistă.